# Comté de Columbia (Oregon)
Pour les articles homonymes, voir Comté de Columbia.
Le comté de Columbia (anglais : Columbia County) est un comté situé dans le nord-ouest de l'État de l'Oregon aux États-Unis. Il est nommé d'après le fleuve Columbia. Le siège du comté est Saint-Helens. Selon le recensement de 2000, sa population est de 43 560 habitants.

## Géographie
Le comté a une superficie de 1 783 km², dont 1 701 km² est de terre. 

### Comtés adjacents
- Comté de Clatsop (ouest)
- Comté de Washington (sud)
- Comté de Multnomah (sud-est)
- Comté de Clark, Washington (est)
- Comté de Cowlitz, Washington (nord-est)
- Comté de Wahkiakum, Washington (nord-ouest)